# Roberto Cortés (football, 1905)
Pour les articles homonymes, voir Cortés.
Roberto Gonzalez Cortés (né le 2 février 1905 - mort le 30 août 1975) fut un footballeur international professionnel chilien, qui jouait au poste de gardien de but.

## Biographie
Il a joué en tant que gardien de but pour le club de Santiago de Colo-Colo. 
Il est surtout connu pour avoir joué la Coupe du monde de football 1930 en Uruguay, sélectionné par l'entraîneur György Orth avec l'équipe du Chili de football.